# Olivier Guillon
Olivier Guillon (Vernon, 22 de mayo de 1972) es un jinete francés que compitió en la modalidad de salto ecuestre.
Ganó una medalla de plata en el Campeonato Mundial de Saltos Ecuestres de 2010 y una medalla de plata en el Campeonato Europeo de Saltos Ecuestres de 2011, ambas en la prueba por equipos.

## Palmarés internacional
| Campeonato Mundial | Campeonato Mundial         | Campeonato Mundial | Campeonato Mundial |
| Año                | Lugar                      | Medalla            | Categoría          |
| ------------------ | -------------------------- | ------------------ | ------------------ |
| 2010               | Lexington (Estados Unidos) | Medalla de plata   | Por equipos        |
| Campeonato Europeo |                            |                    |                    |
| Año                | Lugar                      | Medalla            | Categoría          |
| 2011               | Madrid (España)            | Medalla de plata   | Por equipos        |